# Prix Félix-Robin
Le prix Félix-Robin est un prix décerné par la Société française de physique pour récompenser un physicien pour l'ensemble de ses travaux.
À l'origine de ce prix, l'ingénieur Félix Robin fit don par testament d'une somme visant à récompenser des travaux scientifiques remarquables réalisés par un Français en France. Ce prix fut décerné pour la première fois en 1922.

## Quelques lauréats
- Institut d'optique (1917)
- Maurice de Broglie (1922)
- Jean Cabannes (1924)
- François Croze (1926)
- Antonin Andant (1928)
- Daniel Chalonge (1930)
- Étienne Hirsch (1931)
- G. Foex (1932)
- A. Dauvillier (1934)
- Henri Gondet (1936)
- Louis Néel (1938)
- Jean-Paul Mathieu (1940)
- Louis Leprince-Ringuet (1942)
- Albert Arnulf (1944)
- Alfred Kastler (1946)
- Gaston Dupouy (1948)
- Henri Bizette (1950)
- Jacques Yvon (1952)
- Jean Brossel (1954)
- Georges-Albert Boutry (1956)
- Pierre Biquard (1958)
- Maurice Lévy (1959)
- Pierre-Michel Duffieux (1960)
- Serge Nikitine (1961)
- Maurice Françon (1962)
- Jacques Friedel (1963)
- L. Weill (1964)
- Raimond Castaing (1965)
- Michel Soutif (1966)
- Jacques Thirion (1967)
- Claude Bloch (1968)
- Ionel Solomon (1969)
- André Herpin (1970)
- Évry Schatzman (1971)
- Vittorio Luzzati (1972)
- Charles Peyrou (1973)
- Pierre Aigrain (1974)
- Louis Michel (1975)
- Jacques Prentki (1976)
- Bernard Cagnac (1977)
- Henri Benoît (1978)
- Jean-Louis Steinberg (1979)
- Bernard Jacrot (1980)
- Marianne Lambert (1981)
- Marc Lefort (1982)
- Pierre Marin (1983)
- Jacques des Cloizeaux (1984)
- James Lequeux (1985)
- Claude Mercier (1986)
- Gérard Mainfray (1987)
- Claude Itzykson (1988)
- Sidney Leach (1989)
- Bernard Jancovici (1990)
- Claude Benoit à la Guillaume (1991)
- André Samain (1992)
- Georges Amsel (1993)[1]
- Yves Petroff (1994)[1]
- Pierre Bareyre (1995)[1]
- Jean-Michel Besson (1996)[1]
- Alain Omont (1997)[1]
- Anne-Marie Levelut (1998)[1]
- Michel Spiro (1999)[1]
- François Ducastelle (2000)[1]
- Jacques Haissinsky (2001)[1]
- Jacques Bauche (2002)[1]
- Dominique Levesque (2003)[1]
- Liliane Léger (2004)[1]
- Michel Lannoo (2005)[1]
- Claude Boccara (2006)
- Jean-Eudes Augustin (2007)[2]
- Rémi Jullien (2008)[3]
- Michel Dyakonov (2009)[4]
- Élisabeth Giacobino (2010)[5]
- Henri Godfrin (2011)[6]
- Jean-Pierre Lasota (2012)[7]
- Jean-Pierre Gauyacq (2013)
- Sydney Galès (2014)[8]
- Pawel Pieranski (2015)
- Danielle Dowek (2017)[9].
- François Nez (2019)[10].
- Équipe « Mottronics » de l'Institut des matériaux de Nantes (2023)[11].